# 鯰尾藤四郎
鯰尾藤四郎（なまずおとうしろう）は、鎌倉時代に作られたとされる日本刀（薙刀直しの脇差）。愛知県名古屋市にある徳川美術館が所蔵する。

## 概要

### 刀工・藤四郎吉光について
鎌倉時代の刀工・粟田口則国あるいは国吉の子とされる藤四郎吉光により作られた刀である。藤四郎吉光は、山城国粟田口派の刀工のうち最も著名であり、特に短刀や剣の作刀では名手と知られていた。鯰尾藤四郎は藤四郎吉光作の刀としては珍しく元々薙刀として作られたものであり、短刀・剣を除いた吉光作の刀は、吉光唯一の太刀である一期一振や鯰尾藤四郎と同じく薙刀直しの脇差である骨喰藤四郎など少数に留まる。

### 名前の由来
鯰尾藤四郎の名前の由来は、薙刀直しであるその姿がナマズの尾に似ているためであると『享保名物帳』に記されている。記録が残っている最初の持ち主は織田信長の次男である織田信雄であり、信雄は家臣の土方勝久に命じて羽柴秀吉と通じた疑いのある重臣3人を手討ちにし、この手討ちに使われたのが鯰尾藤四郎であったとされる。これが秀吉の逆鱗に触れ、1584年（天正12年）の小牧・長久手の戦いの端緒となったとされている。その後、土方勝久は豊臣家へ仕えることとなり、鯰尾藤四郎は秀吉に献上され、次いで秀頼の所有となる。秀頼は本太刀を殊の外気に入っており、好んで指料（差料）として用いていた。

### 尾張徳川家へ伝来
しかし、1615年（慶長20年）の大坂夏の陣にて大坂城の落城と共に焼けてしまい、焼け跡から焼刃となった状態で見つけ出された。吉光の名刀が失われるのを惜しんだ徳川家康が、初代越前康継に命じて焼き直しさせ、徳川家の所有となる。その後、家康が死去した際に駿府御分物と呼ばれる遺産分与により、尾張藩初代藩主の徳川義直に渡って以降は尾張徳川家の所有となる。明治維新以降も同家に伝来し続け、所有元は徳川黎明会名義となり、同会が運営する徳川美術館に所蔵されている。

## 作風

### 刀身
全長48.3センチメートル、刃長（はちょう、刃部分の長さ）38.6センチメートル、茎長9.9センチメートル、刀身反0.7センチメートル、茎反0.1センチメートル、元幅3.08センチメートル、先幅2.06センチメートル、重量339.5グラム。ただしいずれの数値も資料により多少の誤差がある。刀剣研究家の福永酔剣によれば、刃長は初め一尺二寸九分（39.1センチメートル）、その後一尺二寸八分（38.8センチメートル）に縮められ、焼き直されてからはおよそ一尺二寸八分（38.5センチメートル）になったという。刃文（はもん）は、直刃調に小乱れ交じり。
鋩子（ぼうし）は小丸。表裏に薙刀樋と添え樋がある。鋒（きっさき）と刃の境界線がない冠落造という薙刀特有の造りをしている。鋒の種類で鯰の尻尾に似ていることからつけられた鯰尾造りと呼ばれるものがあるが、本作はこれに該当しない。目釘穴は二つ。表側に「吉光」と二字銘が刻まれている。

### 外装
本作の外装として蝋色塗脇差拵（ろいろぬりわきざしこしらえ）が付属する。総長66.7センチメートルであり、江戸時代の作品とされる。蝋色塗刀拵は通称「殿中差し」とも呼ばれ、主に式服用として用いられてきた。本作は尾張藩十四代藩主である徳川慶勝、および十五代藩主である徳川茂徳の所用であったとされる。
小刀（こがたな、刀に付属する小さな刀）は刃長が12センチメートルあり、銘は「埋忠」と切られている。また、小柄（こづか、小刀に付属する柄）は獅子図小柄（ししずこづか）と呼ばれており、長さが9.7センチメートルがある。本品は無銘ながら後藤徳乗が作成したと考えられている。鐔（つば）は秋草図赤銅鐔（あきくさずしゃくどうつば）と呼ばれており、縦が6.8センチメートル、横は6.5センチメートルある。本品には銘は「顕乗作　光美（花押）」とある。